# Cheick Diabaté
Cheick Tidiane Diabaté (ur. 25 kwietnia 1988 w Bamako) – malijski piłkarz występujący na pozycji napastnika we włoskim klubie Benevento Calcio, do którego jest wypożyczony z tureckiego Osmanlısporu oraz w reprezentacji Mali.

## Kariera klubowa
Diabaté zawodową karierę rozpoczynał w klubie Centre Salif Keita. W 2006 roku trafił do francuskiego Girondins Bordeaux. Jednak zanim zadebiutował w jego barwach, został włączony do drużyny rezerw. Przez dwa sezony rozegrał w nich 34 spotkania i zdobył 20 bramek. Latem 2008 roku został wypożyczony do drugoligowego AC Ajaccio. W Ligue 2 zadebiutował 1 sierpnia 2008 w przegranym 0:1 meczu z LB Châteauroux. 8 sierpnia 2008 w wygranym 3:1 spotkaniu ze Stade de Reims strzelił dwa gole, które były jego pierwszymi w Ligue 2. W sezonie 2008/2009 w barwach Ajaccio Diabaté zagrał 30 razy i zdobył 14 bramek. Na sezon 2009/2010 został wypożyczony z Girondins do AS Nancy, również grającego w ekstraklasie. W nowym zespole pierwszy mecz zaliczył 7 listopada 2009 przeciwko AS Saint-Étienne (0:1). Po raz drugi i ostatni zagrał w grudniowym pojedynku przeciwko Stade Rennes, zakończonym porażką 1:2. Latem 2010 roku powrócił do Girondins.

## Kariera reprezentacyjna
W reprezentacji Mali Diabaté zadebiutował w 2005 roku. 18 listopada 2008 w zremisowanym 1:1 towarzyskim meczu z Algierią strzelił pierwszego gola w kadrze narodowej.